# Damián y el Toyo
Damián y el Toyo es una dupla cómica peruana formada por Carlos Andrade «el Toyo» y Damián Ode. Es conocida por sus programas de bromas en cámara oculta que le catapultaron la fama en diferentes espacios televisivos y radiales, siendo los principales representantes de ese estilo en la historia de la televisión peruana.

## Trayectoria
El dúo se formó en 1997 por dos estudiantes de actuación. Aparecieron inicialmente en el programa de telerrealidad Gente Jo para ATV. Solo estuvo tres meses al aire.
Entre 1997 y 2006 los integrantes regresaron al canal anterior para un segmento semanal del programa Magaly TeVe lo que volvieron famosos al involucrar a personalidades de la farándula. Tuvo una buena recepción debido a la competencia con la telenovela Torbellino. Su estilo distintivo es el humor irreverente y provocador con sucesos desgarradores bajo la ayuda de cómplices, en que incluyeron a personalidades dentro y fuera de los espectáculos. Algunas de ellos recurrieron a la destrucción de sus pertenencias que les llevaron en problemas legales. El más notable de las bufonadas fue la del deportista Juan Flores en ese año, a partir de un perfume ficticio empleado para una falsa promoción.
En 2003 formaron su propio espacio del canal Frecuencia Latina Top secret.
En 2007 visitaron al programa argentino Intrusos, al elaborar una cámara escondida con la modelo Luciana Salazar realizada en el fenecido espacio de Panamericana Astros de la risa que generó repercusiones en dicho territorio. Desde entonces participaron en diferentes programas de televisión propios para Panamericana hasta 2011, cuando ambos volvieron después de la readaptación de Risas y salsa con su primer invitado Phillip Butters.
En 2017 tuvieron una breve aparición para NexTV, en que tuvieron percances con la Policía por aprovechar su uniforme para realizar una de sus bromas. Tras su salida de la televisión se dedican a producir cámaras indiscretas, incluyendo a celebridades locales, para publicarlas en las redes sociales. También el dúo apareció en una broma comercial emitido en el programa de Jorge Koechlin von Stein, Automundo, en Canal N.
En 2021 confirmaron su inclusión al canal Willax y YouTube, presentándose en el segmento de Amor y fuego. Desde el 12 de marzo de 2022 hasta el 3 de diciembre de 2022 estuvieron en su propio programa Fuera de bromas, el cual incluyó retos de invitados e intervenciones del público para actividades de apoyo social. Este enfoque hacia el apoyo social se originó por un cambio en la mentalidad de la audiencia. En 2024 anunciaron su participación en El gran chef famosos, con la condición de no realizar bromas con los concursantes.
El dúo condujo espacios radiales para Viva FM (2005), Studio 92 (2006-2013), Planeta (2014), y La Zona (2019), cuya temática central es la broma telefónica y, ocasionalmente, la animación humorística con la colaboración de Melcochita. En 2007 se lanzó su álbum recopilartorio, consiguió doble disco de oro al venderse diez mil copias en seis meses. En 2008 ambos personajes participaron en el especial de Fiestas Patrias por el portal Terra. El dúo también es acreditado en las películas Los súper agentes locos (versión con doblaje peruano), El gran criollo, Gemelos sin cura (protagonizada por Melcochita) y Los campeadores.
En 2024 el dúo anunció su primer largometraje desarrollado exclusivamente por ellos con guiones de Pablo Saldarriaga y Rocío Tovar.